# Барри-эш-Шарки
Барри-эш-Шарки (араб. بري شرقي‎) — город на западе центральной части Сирии, расположенный на территории мухафазы Хама. Входит в состав района Саламия. Является центром одноимённой нахии.

## Географическое положение
Город находится в южной части мухафазы, на высоте 551 метра над уровнем моря.

Барри-эш-Шарки расположен на расстоянии приблизительно 38 километров к востоку-юго-востоку (ESE) от Хамы, административного центра провинции и на расстоянии 177 километров к северо-востоку от Дамаска, столицы страны.

## Население
По данным официальной переписи 2004 года численность населения города составляла 4172 человека (2110 мужчин и 2062 женщины). Насчитывалось 826 домохозяйств.

## Транспорт
Через город проходит национальная автотрасса 45. Ближайший гражданский аэропорт — Международный аэропорт имени Басиля Аль-Асада.